# Преданность (фильм, 1931)
«Преданность» (англ. Devotion) — романтическая комедия 1931 года с Лесли Говардом и Энн Хардинг в главных ролях.

## Сюжет
Когда адвокат Дэвид Трент посещает с визитом Эммета Мортимера, в него влюбляется дочь последнего по имени Ширли. Чтобы подобраться поближе к объекту любви, она изменяет внешность, надев очки и парик, и под именем миссис Галифакс нанимается в гувернантки к его сыну. Пользуясь своим новым положением, Ширли отчитывает Трента, когда он слишком много выпивает или задерживается на работе.
Трент, выиграв дело известного художника Нормана Харрингтона, приглашает его к себе отпраздновать победу. Харрингтон замечает выбивающиеся из-под парика настоящие волосы Ширли и рисует её портрет в образе юной девушки. Трент узнает в рисунке дочь Мортимера, но временно умалчивает о своем открытии.
После ужина с мистером Мортимером, на котором присутствуют они оба, Трент разоблачает девушку, когда она возвращается в его дом в обличье миссис Галифакс. Он признается, что тоже увлечен ею, но вскоре на пути их любви становится помеха — приезжает миссис Трент, которая давно живёт отдельно от мужа. Потрясенная Ширли уходит от Трента. Она занимает себя тем, что позирует Харрингтону, и вскоре художник влюбляется в неё и предлагает стать его любовницей. Ширли отказывает ему и возвращается к унылому существованию в отчем доме.
Раскаявшись, Харрингтон предлагает Ширли руку и сердце, но затем к девушке приезжает Трент и сообщает, что скоро получит развод. Убедившись в добропорядочности Трента, Ширли воссоединяется с ним.

## В ролях
- Лесли Говард — Дэвид Трент
- Энн Хардинг — Ширли Мортимер
- Роберт Уильямс — Норман Харрингтон
- Дорис Ллойд — Пэнси